# 조억동
조억동(1956년 10월 1일 ~ )은 대한민국의 정치인이다. 제4·5·6대 경기도 광주시장을 지냈다. 정당은 국민의힘이다.

## 학력
- 초월국민학교 졸업
- 광주중학교 졸업
- 광주중앙고등학교 졸업
- 한국외국어대학 정치행정언론대학원 재학

## 경력
- 한나라당 경기도 지부 광주시 지구당 부위원장
- 1998 ~ 2002 제3대 경기도 광주시의회 의원
- 2002 제4대 경기도 광주시의회 의원
- 2006.07 ~ 2018.06 제4~6대 경기도 광주시장(민선 4·5·6기, 한나라당→새누리당, 3선)
- 2018.01 ~ 2020.02 자유한국당 경기도당 광주시 갑 당원협의회 위원장
- 2018.01 ~ 2020.02 자유한국당 경기도당 운영위원
- 2018.01 ~ 2020.02 자유한국당 전국위원
- 자유한국당 경기도당 조직총괄본부 대외협력위원장
- 2020.02 ~ 2020.09 미래통합당 경기도당 광주시 갑 당원협의회 위원장
- 2020.03 ~ 대한축구협회 자문위원
- 2024.01 ~ 2024.03 제22대 국회의원 선거 경기 광주시 을 국민의힘 국회의원 예비후보
- 2024.03 ~ 2024.04 제22대 국회의원 선거 국민의힘 함경우 경기 광주시 갑 국회의원 후보 캠프 선거대책위원회 총괄 상임고문

## 역대 선거 결과
|  | 72.76% |

|  | 62.53% |

|  | 56.96% |

|  | 50.11% |

|  | 50.85% |

|  | 42.69% |